# Мацио, Раффаэле
Раффаэле Мацио (итал. Raffaele Mazio; 24 октября 1765, Рим, Папская область — 4 февраля 1832, там же) — итальянский куриальный кардинал. Секретарь Священной Консисторской Конгрегации и секретарь Священной Коллегии кардиналов с 6 апреля 1818 по 28 декабря 1824. Секретарь Конклава 1823 года. Кардинал-священник с 15 марта 1830, с титулом церкви Санта-Мария-ин-Трастевере с 5 июля 1830.